# 妙高戶隱連山國立公園
妙高戶隱連山國立公園（日语：／），是位在日本新潟縣和長野縣的國立公園。2015年，由上信越高原國立公園分離成立。

## 概要
妙高戶隱連山國立公園涵蓋以野尻湖與妙高、戶隱為中心的山岳地帶，橫跨長野縣北部與新潟縣。由於與上信越高原國立公園指定地域的三國山脈、志賀高原、淺間山地域不相連，因而分離獨立。

## 年表
- 1956年7月10日 - 妙高・戶隱區域被追加指定為上信越高原國立公園。
- 2014年（平成26年）4月18日 - 環境省宣布新潟西南部、長野北部的妙高·戶隱地域將在平成26年度獨立成立新的國立公園[2]。
- 2015年（平成27年）1月20日 - 中央環境審議會（日语：中央環境審議会）通過新潟西南部、長野北部的妙高·戶隱地域獨立成立「妙高戶隱連山國立公園」（長野縣、新潟縣）[3]。
- 2015年（平成27年）3月27日 - 環境省指定「妙高戶隱連山國立公園」[4]。

## 相關市町村
- 新潟縣 - 糸魚川市、妙高市
- 長野縣 - 長野市、小谷村、信濃町、飯綱町

## 主要景點
妙高山、燒山與妙高高原周邊；赤倉溫泉及周邊溫泉；黑姫山、戶隱山、飯繩山與飯綱高原；野尻湖與其周邊；雨飾山與周邊的小谷溫泉、雨飾溫泉。

## 集團設施地區、遊客中心
| 地區名   | 面積    | 所在地               | 使用人數（人） |
| -------- | ------- | -------------------- | -------------- |
| 笹峰     | 86.3ha  | 新潟縣妙高市         | 114,000        |
| 五最杉   | 16.6ha  | 新潟縣妙高市         | 50,000         |
| 蠑螈池   | 9.9ha   | 新潟縣妙高市         |                |
| 小谷溫泉 | 275.0ha | 長野縣北安曇郡小谷村 | 23,000         |
| 戶隱     | 160.0ha | 長野縣長野市         |                |

| 中心名           | 設置者 | 所在地                 | 使用人數（人） |
| ---------------- | ------ | ---------------------- | -------------- |
| 妙高高原遊客中心 | 新潟縣 | 新潟縣妙高市關川2248−4 | 82,470         |

## 管理機關
- 長野自然環境事務所（页面存档备份，存于）－長野市旭町1108 長野第1合同廳舍3F（整體管理）
- 環境省妙高高原自然保護官事務所－新潟縣妙高市大字關川2279-2（管理區域：新潟縣域）
- 環境省戶隱自然保護官事務所－長野縣長野市戶隱豐岡9794-128（管理區域：長野縣域）

## 風景

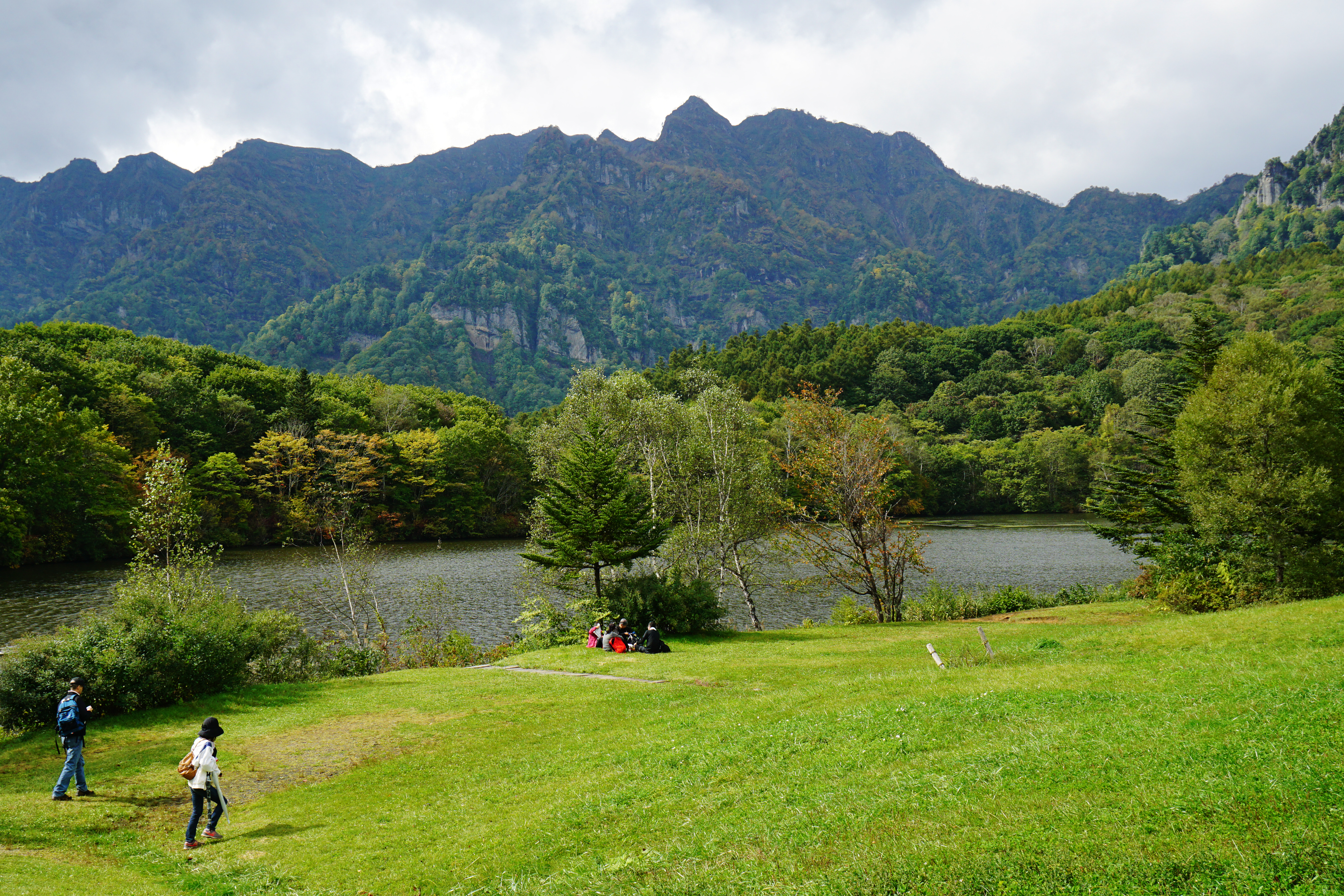
鏡池與戶隱連峰（日语：戸隠連峰）西岳及本院岳
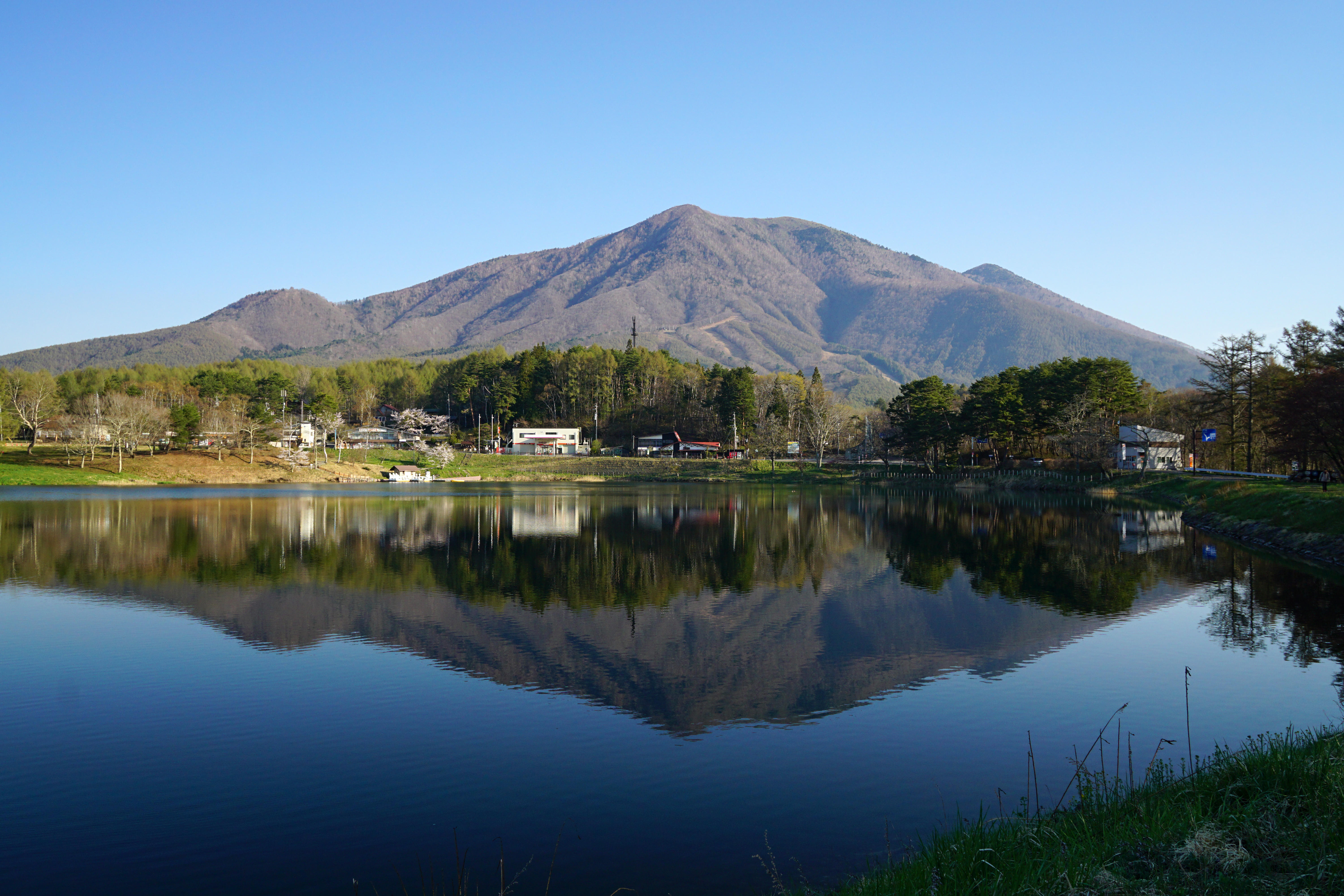
大座法師池與飯繩山
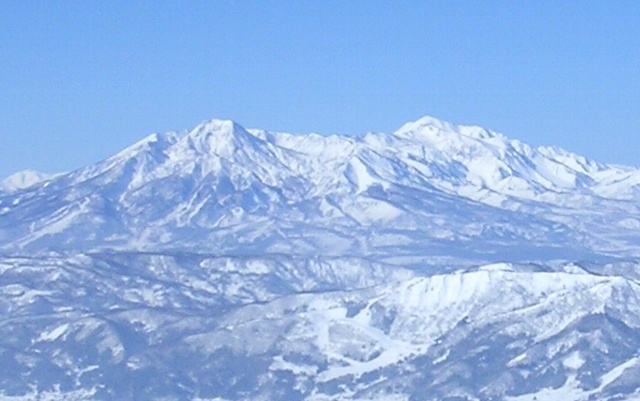
妙高山與火打山（野澤溫泉滑雪場所攝）
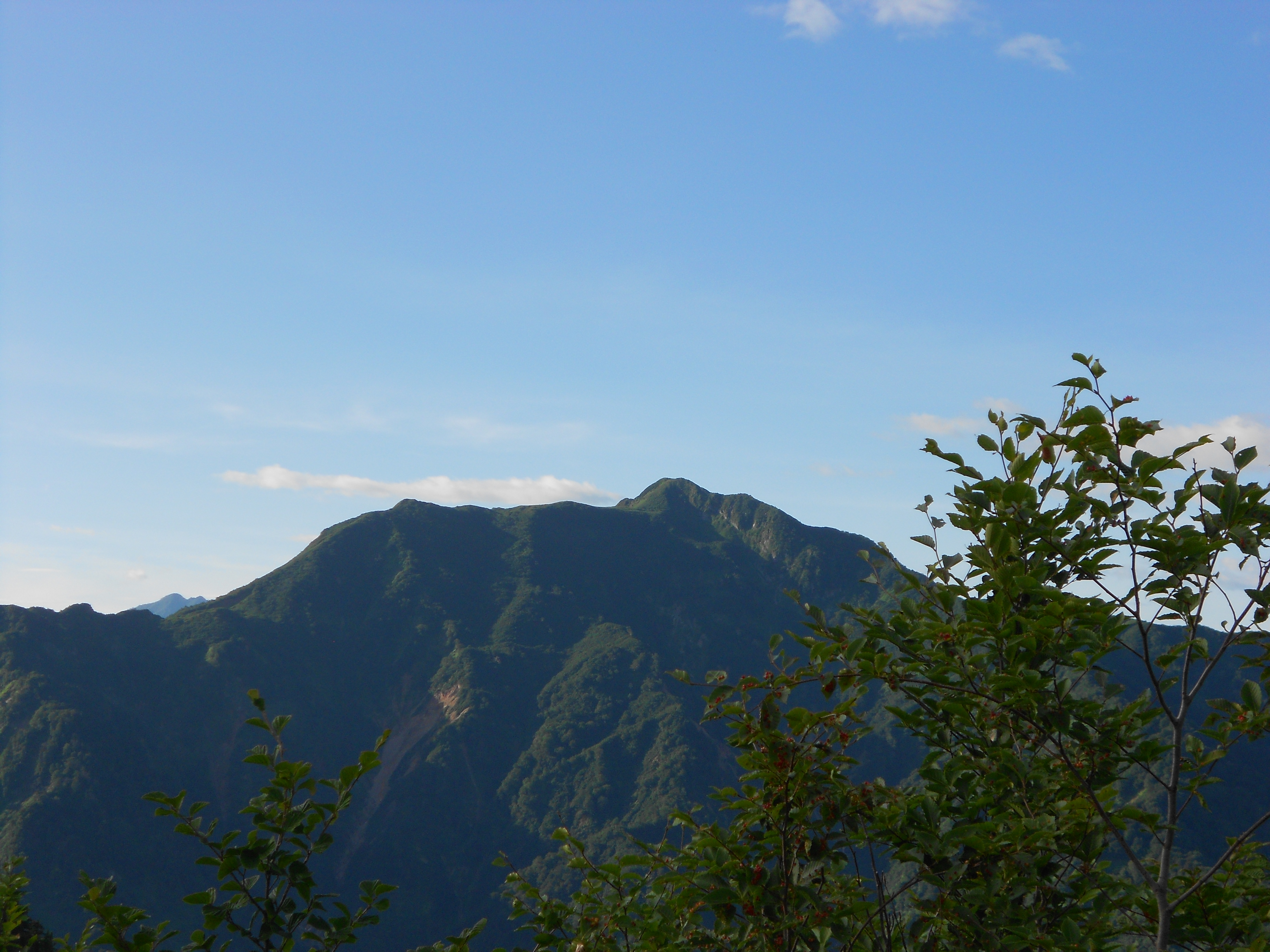
雨飾山（日语：雨飾山）

## 關連項目
- 日本國立公園

## 外部連結
- （日語）上信越高原國立公園（页面存档备份，存于）